# Languilla (kommunhuvudort)
Languilla är en kommunhuvudort i Spanien.   Den ligger i provinsen Provincia de Segovia och regionen Kastilien och Leon, i den centrala delen av landet, 120 km norr om huvudstaden Madrid. Languilla ligger 952 meter över havet och antalet invånare är 116.
Terrängen runt Languilla är huvudsakligen platt. Languilla ligger nere i en dal. Runt Languilla är det glesbefolkat, med 9 invånare per kvadratkilometer. Närmaste större samhälle är Ayllón, 5,3 km sydost om Languilla. Trakten runt Languilla består till största delen av jordbruksmark.